# Zandelle
Zandelle — американская хэви/пауэр-метал-группа, образованная в 1995 году.

## История
Музыкальный коллектив Zandelle был сформирован в ноябре 1995 года басистом\вокалистом Джорджем Тсалакисом после его ухода из Gothic Knights. Вскоре к нему присоединились гитарист Кирк Пассомонти и барабанщик Амит Лахав. В 1996 году выходит первый музыкальный материал группы в формате EP Zandelle. Распространением EP занялась компания Sentinel Steel. Релиз имел определённый успех среди слушателей, однако это не повлияло на Амита Ламаха и он решил уйти из группы и стал работать врачом.
В дальнейшем встала проблема поиска новых участников: на место басиста был взят Джон Ласанта, однако вскоре был переквалифицирован в барабанщика, а место басиста опять занял Тсалакис. Также в группе появляется второй гитарист - Энтони Маглио, который не понравился Кирку Пассамонти из-за чего последний покинул коллектив. В итоге место Кирка занял пятнадцатилетний Джо Хартоуларос. В таком составе был записан дебютный полноформатный альбом группы Shadows of Reality, распространением которого занималась компания Sentinel Steel.
Альбом заставил обратить на группу внимание, в связи с чем последовали различные предложения по участию в концертах и фестивалях. Такое положение не устраивало Джона Ласанта, который рассматривал своё участие в группе как хобби. В результате этого на его место пришёл Боб Делмини из группы Legend. В свою очередь, отыграв несколько концертов, уходит Джо Хартоуларос. На его место находят Т.В. Дарфи, который дал объявление в газете. Место басиста остаётся вакантным, в ходе концертов его занимают различные сессионные музыканты. Однако участникам группы удаётся договориться с ранее ушедшим Хартоуларосом чтобы последний по мере возможности играл на бас-гитаре. В 2002 году на лейбле Limb Music выходит второй альбом под названием Twilight of Humanity.

## Состав

### Настоящий состав
- Джордж Тсаликис (George Tsalikis) - вокал
- Rudy Albert - гитара, бас
- Paul Duthil - гитара
- Joe Cardillo - ударные

### Бывшие участники
- Энтони Маглио (Anthony Maglio) - гитара
- Т.В. Дарфи (T.W. Durfy) - гитара
- Кирк Пассамонти (Kirk Passamonti) - гитара
- Paul LaPlaca - гитара
- Джо Хартоуларос (Joe Hartoularos) - гитара, бас
- Амит Лахав (Amit Lahav) - ударные
- Джон Ласанта (John Lasanta) - бас, ударные
- Боб Делмини (Bob Delmini) - ударные

## Дискография
- 1996 - Zandelle (EP)
- 1998 - Selections from Shadows of Reality (демо)
- 1998 - Shadows of Reality
- 2002 - Twilight on Humanity
- 2006 - Vengeance Rising
- 2009 - Flames Of Rage